# Gavriil al III-lea al Constantinopolului
Gavriil al III-lea (în greacă veche Γαβριήλ Γ΄, transliterat: Gavriil 3; n. secolul al XVII-lea, İzmir, Anatolia Eyalet⁠(d), Imperiul Otoman – d. 25 octombrie 1707, Constantinopol, Imperiul Otoman) a fost un cleric ortodox grec, care a îndeplinit funcția de patriarh ecumenic al Constantinopolului între anii 1702 și 1707.

## Biografie
Gavriil s-a născut în orașul Smirna (acum İzmir) din părinți veniți din insula Andros și în 1688 a devenit mitropolit al Calcedonului. A fost ales patriarh al Constantinopolului la 29 august 1702 și a îndeplinit această funcție până la moartea sa. Perioada sa de păstorire nu s-a remarcat prin probleme deosebite și a fost liniștită.
În 1704 patriarhul Gavriil a condamnat oficial ediția Noului Testament tradusă în greacă modernă de Serafim de Mytilene și publicată la Londra în 1703 de Societatea Engleză pentru Propovăduirea Evangheliei în Părțile Străine (Society for the Propagation of the Gospel in Foreign Parts).:269 El a emis la 5 martie 1705 un ordin prin care interzicea studenților greci să studieze la Londra din cauza conduitei necorespunzătoare. În 1706 a scris o scrisoare în care a condamnat doctrina Bisericii Catolice.:257
De asemenea, a intervenit în treburile Bisericii Ortodoxe a Ciprului (organizație bisericească autonomă), detronându-l pe arhiepiscopul Gherman al II-lea al Ciprului ca urmare a plângerilor populației locale. Mitropolitul melkit de Alep Athanasius Dabbas a fost ales astfel la Istanbul ca arhiepiscop regent (proedros) al Ciprului la sfârșitul anului 1705. În februarie 1707, după întoarcerea lui Athanasius la Constantinopol, Gavriil a respins cenzurat ca necanonică hirotonirea noului arhiepiscop Iacov al II-lea, care a păstorit totuși până în 1718.
În ceea ce privește orașul său natal, Smirna, patriarhul Gavriil a înființat acolo în 1706 o școală la care a predat cărturarul Adamantios Rysios. Patriarhul a murit la Constantinopol la 25 octombrie 1707 și a fost înmormântat în Mănăstirea Kamariotissa de pe insula Halki.